# Chris Riddell
Pour les articles homonymes, voir Riddell.
Chris Riddell, né le 13 avril 1962 au Cap en Afrique du Sud, est un illustrateur et occasionnellement un écrivain anglais de littérature jeunesse et un caricaturiste pour le journal anglais The Observer. Il a gagné le Kate Greenaway Medal deux fois et le Nestlé Smarties Book Prize à sept reprises. 

## Biographie
Chris Riddell est né en 1962 en Afrique du Sud où son père est pasteur et opposant à l'apartheid. La famille de Chris Riddell retourne en Angleterre alors que Chris n'a qu'un an. Il passe le reste de son enfance avec sa sœur et ses trois frères qui vivent maintenant en Égypte, en Afrique du Sud et en Malaisie. Chris affiche ses talents artistiques dès son plus jeune âge et est encouragé par sa mère. À cette époque, ses artistes préférés sont John Tenniel, l'illustrateur d'Alice au pays des merveilles et William Heath Robinson. 

## Les Chroniques du bout du monde
L'un des travaux les plus remarquables de Chris Riddell est la saga des Chroniques du bout du monde, une série en neuf tomes et plusieurs autres livres pour enfants et adolescents coécrite avec Paul Stewart et illustrée par Riddell lui-même. Situés dans le monde fictif connu sous le nom de "La Falaise", les livres rendent hommage aux dessins magnifiquement détaillés et au caractère unique de leur processus d'écriture collaborative.

## Autres travaux
Bien qu'il soit un auteur primé et un illustrateur reconnu, Chris est aussi un célèbre caricaturiste politique pour The Observer journal anglais, où ses caricatures d'hommes politiques de John Major à Gordon Brown, Bill Clinton et George Bush lui ont valu une réputation de fin dessinateur et de commentateur politique avisé. Avant de travailler pour The Observer, Chris commence à The Economist où il est illustrateur et parfois réalise la couverture. 

## Œuvres

### Comme auteur et illustrateur
- Ben and the Bear (1986)
- Humphrey the Hippo (1986)
- Humphrey of the Rovers (1986)
- Humphrey Goes to the Ball (1986)
- Humphrey's New Trousers (1986)
- Mr Underbed (1986)
- Bird's New Shoes (1987)
- The Fibbs (1987)
- The Trouble With Elephants (1988)
- The Wish Factory (1988)
- When the Walrus Comes (1989)
- The Bear Dance (1990)
- The Wonderful World of Zoom (1995)
- Puzzle Boy (1996)
- My Busy Book (1998)
- Tribal Politics (1999)
- Platypus (2001)
- Platypus and the Lucky Day (2002)
- Platypus and the Birthday Party (2003)
- The Da Vinci Cod (2005)
- The Emperor of Absurdia (2006)
- Wendel's Workshop (2007)
- Ottoline and the Yellow Cat (2007)
- Ottoline Goes to School (2008)
- Ottoline at Sea (2010)
- Ottoline and the Purple Fox (2016)

### Collaborations avec Paul Stewart
- Chroniques du bout du monde:
  - Par-delà les Grands Bois (1998)
  - Le Chasseur de tempête (1999)
  - Minuit sur Sanctaphrax (2000)
  - La Malédiction du luminard (2001)
  - Le Dernier des pirates du ciel (2002)
  - Vox le Terrible (2003)
  - Le Chevalier des clairières franches (2004)
  - The Edge Chronicles Maps (2004)
  - Les Chevaliers de l'hiver (2005)
  - La Bataille du ciel (2006)
  - Les parchemins égarés (2007)

La guerre du phrax
- - The Immortals (2009)
- Rabbit and Hedgehog Stories
- The Blobheads
- Les Chroniques du marais qui pue (2003)
- Free Lance
- Les Aventuriers du Très Très Loin
- Edgar Destoits

### Collaborations avec Kathryn Cave
- Henry Hobbs, Alien (1990)
- Out for the Count (1991)
- Andrew Takes the Plunge (1994)
- Something Else (1994)
- Jumble (1995)
- The Emperor's Gruckle Hound (1996)
- Horatio Happened (1998)
- William and the Wolves (1999)
- Septimus Similon, Practising Wizard (2000)
- Henry Hobbs, Space Voyager (2001)
- Henry Hobbs and the Lost Planet (2002)

### Collaborations avec Andrew Gibson
- Ellis and the Hummick (1989)
- The Abradizil (1990)
- Jemima, Grandma and the Great Lost Zone (1991)
- The Rollickers and Other Stories (1992)
- The Amazing Witherspoon's Amazing Circus Crew (1993)
- Chegwith Skillet Escapes (1995)

### Collaborations avec Brian Patten
- Beowulf and the Monster (1999)
- Juggling With Gerbils (2000)
- The Story Giant (2002)
- Gargling With Jelly (2003)
- Thawing Frozen Frogs (2003)
- The Utter Nutters (2007)

### Collaborations avec Philip Ridley
- Kasper in the Glitter (1994)
- Meteorite Spoon (1994)
- Dakota of the White Flats (1995)
- Mercedes Ice (1995)
- Dreamboat Zing (1996)
- Scribbleboy (1997)
- ZinderZunder (1998)

### Autres collaborations
- Beware, Princess! (1986)
- Love Forty (1986)
- Dreamboat Brontosaurus (1987)
- Gruesome Giants (1987)
- The Magician's Cat (1987)
- Beyond the Rolling River (1988)
- Dracula's Daughter (1988)
- Moon Whales (1988)
- Peter Pan (1988)
- Treasure Island (1988)
- Manifold Manor (1989)
- You're Thinking About Doughnuts (1989)
- Ffangs the Vampire Bat and the Kiss of Truth (1990)
- The Prism Tree (1990)
- Lizzie Dripping and the Witch (1991)
- Patrick in Person (1991)
- Best Enemies (1992)
- The Thing in the Sink (1992)
- An Armful of Bears (1993)
- A Trunkful of Elephants (1994)
- Rent-a-Friend (1994)
- Say Hello to the Buffalo (1994)
- The Iron Wolf (1995)
- Angus Rides the Goods Train (1996)
- Brilliant Minds (1996)
- Buddhism for Sheep (1996)
- Feng Shui for Cats (1997)
- Feng Shui for Dogs (1997)
- The Castle of Inside Out (1997)
- The Swan's Stories (1997)
- The Tall Story (1997)
- Until I Met Dudley (1997)
- Buddhism for Bears (1998)
- Buster's Diaries (1998)
- Management for Martians (1998)
- Stories for Me! (1998)
- Castle Diary (1999)
- The Tao for Babies (2000)
- Pirate Diary (2001)
- The Rabbits' Rebellion (2001)
- Three Scary Stories (2001)
- Hairy Bill (2002)
- Un Italiano in America (2003)
- Jonathan Swift's Gulliver (2004)
- Politics - Cutting Through the Crap (2006)
- The Graveyard Book, en français L'Étrange Vie de Nobody Owens, écrit par Neil Gaiman (2008)
- The Sleeper and the Spindle, en français La Belle et le Fuseau, écrit par Neil Gaiman (2014)

## Prix et distinctions
- Médaille Kate-Greenaway 2001[1] pour Pirate Diary
- Médaille Kate-Greenaway 2004[1] pour Jonathan Swift’s “Gulliver”
- Finaliste Médaille Kate-Greenaway 2010[2] pour ses illustrations de L'Étrange Vie de Nobody Owens (The Graveyard Book) (texte de Neil Gaiman)
- Prix Tam-Tam 2010[3] pour Apolline et le chat masqué
- Finaliste Médaille Kate-Greenaway 2015[2] pour Goth Girl and the Ghost of a Mouse
- Children's Laureate 2015-2017[4] pour l'ensemble de son œuvre
- Médaille Kate-Greenaway 2016[1] pour  La Belle et le Fuseau (The Sleeper and the Spindle)
- Finaliste Médaille Kate-Greenaway 2017[5] pour ses illustrations de A Great Big Cuddle (texte de Michael Rosen)